# 1 złoty polski (1822–1825)
1 złoty polski (1822–1825) – moneta jednozłotowa Królestwa Kongresowego okresu autonomii, wprowadzona jako następczyni złotówki bitej w latach 1818 i 1819, po zredukowaniu średnicy o 2 milimetry, dołożeniu otoku na awersie i rewersie i wprowadzeniu pionowo ząbkowanego rantu. Była bita w srebrze, w latach 1822–1825 według systemu monetarnego opartego na grzywnie kolońskiej. Wycofano ją z obiegu 1 maja 1847 r.

## Awers
Na tej stronie umieszczono prawe popiersie cara Aleksandra I, dookoła otokowo napis:

ALEXANDER I CESARZ SA.W.ROS.KRÓL POLSKI *

Dookoła znajduje się wypukły otok.

## Rewers
Na tej stronie umieszczono średni herb Królestwa Kongresowego, tzn. orła rosyjsko-polskiego – dwugłowy orzeł z trzema koronami, dużą pośrodku i dwiema małymi na głowach orła, w prawej łapie trzyma miecz i berło, w lewej jabłko królewskie, na piersi, na tle gronostajowego płaszcza, tarcza herbowa z polskim orłem. Po obu stronach dużej korony rok bicia „18 22", „18 23", „18 24" lub „18 25". Na dole, po obu stronach ogona orła, znajduje się znak intendenta mennicy w Warszawie – I.B. (Jakuba Benika), otokowo napis:

1.ZŁOTY POLSKI. 86 86/125 Z GR•CZ•KOL•”

Dookoła znajduje się wypukły otok.

## Opis
Monetę bito w mennicy w Warszawie, w srebrze próby 593, na krążku o średnicy 21 mm, masie 4,54 grama, z rantem ząbkowanym, z otokiem. Według sprawozdań mennicy w latach 1822–1826 w obieg wypuszczono 568 177 sztuk.
Stopień rzadkości poszczególnych roczników przedstawiono w tabeli:
| Rocznik             | Stopień rzadkości | Szacowana liczba egzemplarzy | Zdjęcie |
| ------------------- | ----------------- | ---------------------------- | ------- |
| 1 złoty polski 1822 | R1                | 15 001–80 000                |         |
| 1 złoty polski 1823 | R2                | 3001–15 000                  |         |
| 1 złoty polski 1824 | R2                | 3001–15 000                  |         |
| 1 złoty polski 1825 | R1                | 15 001–80 000                |         |

Moneta była bita w latach panowania Aleksandra I, więc w numizmatyce rosyjskiej zaliczana jest do kategorii monet tego cara.
Poprzedniczka złotówki była bita na starych automatach menniczych, które rozpoczęły swoją pracę jeszcze w czasach Rzeczypospolitej Obojga Narodów. Maszyny te nie pozwalały na emisję monet z wystającym powyżej rysunków awersu i rewersu obrzeżem (zwanym otokiem), mającym zmniejszać tempo ścierania się rysunków egzemplarzy uczestniczących w codziennym obrocie pieniężnym. W odpowiedzi na pismo Namiestnika Królestwa Polskiego z 9 kwietnia 1818 r. zawierające prośbę o wyrażenie zgody na:
- bicie monet z napisem „z miedzi krajowej” oraz
- srebrnych 10-złotówek, które nie były wymienione w akcie prawnym z 1 grudnia 1815 r.,

król-cesarz Aleksander I wyraził zgodę, warunkując ją koniecznością bicia ich przez Mennicę Królewską w Warszawie „w formie cylindrycznej, z wykonaniem obrzeża monet prostopadłego do płaszczyzny krążka”. W celu wypełnienia wymagania narzuconego przez administrację petersburską koniecznym było sprowadzenie ze stolicy Cesarstwa Rosyjskiego parowych maszyn menniczych, które postanowiono zainstalować w nowo budowanym gmachu mennicy. Wyemitowanie w 1819 r. różnych nominałów z otokiem wiązało się z uruchomieniem petersburskich automatów. Monety z otokiem i prostopadle ząbkowanym rantem z 1818 r. miały charakter próbny i były bardzo nieliczne. Na przełomie XX i XXI w. znane są egzemplarze złotówek z datą roczną 1818 wybitych z otokiem, co do których autorzy katalogów nie są zgodni czy powinny mieć status monet próbnych, czy ewentualnie nowego bicia.